# Kmita Zabierzów
Kmita Zabierzów is een Poolse voetbalclub uit het dorp Zabierzów in het woiwodschap Klein-Polen. De club speelt in het seizoen 2010/11 in de Poolse III liga in de groep Klein-Polen/Święty Krzyż.
De clubkleuren zijn wit-zwart.